# Liste der Kulturdenkmäler in Löhnberg
Die folgende Liste enthält die in der Denkmaltopographie ausgewiesenen Kulturdenkmäler auf dem Gebiet  der Gemeinde Löhnberg, Landkreis Limburg-Weilburg, Hessen.
Hinweis: Die Reihenfolge der Denkmäler in dieser Liste orientiert sich zunächst an Ortsteilen und anschließend der Anschrift, alternativ ist sie auch nach der Bezeichnung, der vom Landesamt für Denkmalpflege vergebenen Nummer oder der Bauzeit sortierbar.
Kulturdenkmäler werden fortlaufend im Denkmalverzeichnis des Landes Hessen durch das Landesamt für Denkmalpflege Hessen auf Basis des Hessischen Denkmalschutzgesetzes (HDSchG) geführt. Die Schutzwürdigkeit eines Kulturdenkmals hängt nicht von der Eintragung in das Denkmalverzeichnis des Landes Hessen oder der Veröffentlichung in der Denkmaltopographie ab.

## Kulturdenkmäler nach Ortsteilen

### Löhnberg
| Bild                                                            | Bezeichnung                                                     | Lage | Beschreibung                                                               | Bauzeit                | Objekt-Nr. |
| --------------------------------------------------------------- | --------------------------------------------------------------- | --- | -------------------------------------------------------------------------- | ---------------------- | ---------- |
| weitere Bilder                                                  | Städtischer Hof                                                 | Am Berg 3a LageFlur: 50, Flurstück: 66/4 |                                                                            | 1905                   | 51369 DDB  |
| Bahnhofsgebäude                                                 | Bahnhofsgebäude                                                 | Bahnhof 11 LageFlur: 2, Flurstück: 17/2 |                                                                            | 1949                   | 51396 DDB  |
| Bild gesucht BW                                                 | Jüdischer Friedhof                                              | Crombacher Heck, außerhalb Ortslage (Ende der Triftstraße) LageFlur: 7, Flurstück: 115 | Jüdischer Friedhof in Löhnberg, Kulturdenkmal aus geschichtlichen Gründen. | 1895 bis 1905          | 51399 DDB  |
| Bild gesucht BW                                                 | Sachgesamtheit Eisenbahn, Lahntalbahn III                       | Eisenbahn, Bahnhof 11, Bocks Graben, Eisenbahn von Wetzlar nach Koblenz Hbf, Hundsbach, Kallenbach, Obere Hundsbach, Oberste Rottenwies, Vor dem Wetzelsbach, Vor der Au, Wetzelsbach, Worstbach LageFlur: 2, 3, 12, 13, 31, Flurstück: 16/2, 17/1, 17/2, 3, 8, 115, 125, 139, 140, 147, 149, 156, 161, 59, 74, 78, 138, 144, 175/2, 167/2, 41/2, 69, 28, 30 |                                                                            |                        | 953266 DDB |
| Stellwerk                                                       | Stellwerk                                                       | Eisenbahn von Wetzlar nach Koblenz Hbf LageFlur: 13, Flurstück: 175/2 |                                                                            | 1949                   | 51370 DDB  |
| Bild gesucht BW                                                 | Gesamtanlage                                                    | Gesamtanlage Löhnberg Lage |                                                                            |                        | 51367 DDB  |
| weitere Bilder                                                  | Ehemaliges Kohlensäurewerk                                      | Industriestraße 8 LageFlur: 13, Flurstück: 58 |                                                                            | 1902                   | 51371 DDB  |
| Bahnbrücke (Industriestraße)                                    | Bahnbrücke (Industriestraße)                                    | Kallenbach o. Nr. LageFlur: 13, Flurstück: 41/2 |                                                                            | 1862                   | 51372 DDB  |
| Kallenbach-Brücke                                               | Kallenbach-Brücke                                               | Kallenbach (Löhnberger Hütte) LageFlur: 11, Flurstück: 198/1, 56/6 |                                                                            | 1725 bis 1775          | 51401 DDB  |
| weitere Bilder                                                  | Wasserhochbehälter                                              | Kirschbergstraße o. Nr. LageFlur: 57, Flurstück: 3/3 |                                                                            | 1903                   | 51392 DDB  |
| Schleusenanlage und Wehr (siehe auch Gemeinde Weilburg-Ahausen) | Schleusenanlage und Wehr (siehe auch Gemeinde Weilburg-Ahausen) | Lahn LageFlur: 3, Flurstück: 9 |                                                                            | 1846                   | 51395 DDB  |
| Bild gesucht BW                                                 | Lahnbrücke                                                      | Lahn (Weilburger Straße / Seltersweg), Schloßwies LageFlur: 2, Flurstück: 12, 9 |                                                                            |                        | 51397 DDB  |
| weitere Bilder                                                  | Friedhofskapelle                                                | Langberg o. Nr. LageFlur: 1, Flurstück: 27 |                                                                            |                        | 51400 DDB  |
| weitere Bilder                                                  | Löhnberger Mühle                                                | Lönberger Mühle, Lahn-Lagerhaus 1, Lahn LageFlur: 2, 3, Flurstück: 9, 4 |                                                                            | 1867 bis 1877          | 51394 DDB  |
| weitere Bilder                                                  |                                                                 | Obertorstraße 7 LageFlur: 50, Flurstück: 57/1 |                                                                            | 1795 bis 1805          | 51373 DDB  |
| Bild gesucht BW                                                 |                                                                 | Pfarrgasse 1a, 3a, 3 LageFlur: 47, Flurstück: 71, 72 |                                                                            | 1525 bis 1575          | 51374 DDB  |
| Ev. Pfarrkirche                                                 | Ev. Pfarrkirche                                                 | Pfarrgasse 4 LageFlur: 47, Flurstück: 115/2 |                                                                            | 1325 bis 1375          | 51375 DDB  |
| weitere Bilder                                                  | Evangelisches Pfarrhaus                                         | Pfarrgasse 4 LageFlur: 47, Flurstück: 115/2 |                                                                            | Anfang 19. Jahrhundert | 51376 DDB  |
| weitere Bilder                                                  |                                                                 | Schloßstraße 3 LageFlur: 47, Flurstück: 65 |                                                                            | Ende 18. Jahrhundert   | 51377 DDB  |
| weitere Bilder                                                  | Schlossruine Löhnberg                                           | Schloßstraße 9 LageFlur: 47, Flurstück: 201/60, 57, 61 |                                                                            | Anfang 14. Jahrhundert | 51368 DDB  |
| Alte Schmiede                                                   | Alte Schmiede                                                   | Schulstraße (bei Nr. 2) LageFlur: 47, Flurstück: 93 |                                                                            | 1795 bis 1805          | 51378 DDB  |
| weitere Bilder                                                  |                                                                 | Schulstraße 18 LageFlur: 47, Flurstück: 102/1 |                                                                            | 1795 bis 1805          | 51379 DDB  |
|                                                                 |                                                                 | Schulstraße 21 LageFlur: 47, Flurstück: 120 |                                                                            | 1778                   | 51380 DDB  |
| Bild gesucht BW                                                 | Rest der mittelalterlichen Stadtmauer                           | Schulstraße 26 LageFlur: 47, Flurstück: 106/1 |                                                                            |                        | 821653 DDB |
|                                                                 |                                                                 | Schulstraße 32 LageFlur: 47, Flurstück: 111 |                                                                            | Ende 18. Jahrhundert   | 51381 DDB  |
| weitere Bilder                                                  |                                                                 | Schulstraße 40, Unterstraße 1 LageFlur: 47, Flurstück: 36, 37 |                                                                            | 1754                   | 51382 DDB  |
| weitere Bilder                                                  | Villa und Verwaltungsgebäude                                    | Selters Sprudel 1 LageFlur: 2, Flurstück: 3 |                                                                            | 1929                   | 51384 DDB  |
| weitere Bilder                                                  |                                                                 | Seltersweg 25 LageFlur: 2, Flurstück: 11 |                                                                            | 1865 bis 1875          | 51383 DDB  |
| weitere Bilder                                                  |                                                                 | Unterstraße 4 LageFlur: 47, Flurstück: 44/1 |                                                                            | 1725 bis 1775          | 51385 DDB  |
|                                                                 |                                                                 | Unterstraße 15 LageFlur: 47, Flurstück: 45/4 |                                                                            |                        | 51386 DDB  |
| weitere Bilder                                                  |                                                                 | Vorderstraße 16 LageFlur: 47, Flurstück: 165 |                                                                            | 1695 bis 1705          | 51387 DDB  |
|                                                                 |                                                                 | Vorderstraße 17 LageFlur: 47, Flurstück: 9 |                                                                            |                        | 51388 DDB  |
| weitere Bilder                                                  |                                                                 | Vorderstraße 18 LageFlur: 47, Flurstück: 166 |                                                                            | 1601                   | 51389 DDB  |
| weitere Bilder                                                  |                                                                 | Vorderstraße 35 LageFlur: 47, Flurstück: 18/6 |                                                                            | Anfang 20. Jahrhundert | 51390 DDB  |
|                                                                 |                                                                 | Vorderstraße 38 LageFlur: 47, Flurstück: 121 |                                                                            | 1695 bis 1705          | 51391 DDB  |
|                                                                 |                                                                 | Weilburger Straße 1 LageFlur: 48, Flurstück: 56 |                                                                            | 1830 bis 1840          | 51393 DDB  |

### Niedershausen
| Bild            | Bezeichnung       | Lage                                                                                 | Beschreibung | Bauzeit              | Objekt-Nr. |
| --------------- | ----------------- | ------------------------------------------------------------------------------------ | ------------ | -------------------- | ---------- |
| Bild gesucht BW |                   | Bachstraße 1 LageFlur: 50, Flurstück: 213                                            |              | 1625 bis 1675        | 51405 DDB  |
| Bild gesucht BW |                   | Bachstraße 7/9 LageFlur: 50, Flurstück: 216, 217                                     |              |                      | 51406 DDB  |
| Bild gesucht BW |                   | Bachstraße 19 LageFlur: 2, Flurstück: 225                                            |              | 1725 bis 1775        | 51407 DDB  |
| Bild gesucht BW | Kallenbach-Brücke | Backhausstraße o. Nr., Kallenbach, Bachstraße LageFlur: 2, Flurstück: 173, 232, 39/2 |              | Ende 19. Jahrhundert | 51408 DDB  |
| Bild gesucht BW | Gesamtanlage      | Gesamtanlage Niedershausen Lage                                                      |              |                      | 51402 DDB  |
| Bild gesucht BW |                   | Hochstraße 19 LageFlur: 2, Flurstück: 293                                            |              | 1925                 | 51409 DDB  |
| Bild gesucht BW | Heberlingsmühle   | Löhnberger Straße 1, Kallenbach LageFlur: 4, 11, Flurstück: 15, 16, 198/1            |              | 1825 bis 1875        | 51414 DDB  |
| Bild gesucht BW |                   | Löhnberger Straße 3 LageFlur: 3, Flurstück: 3                                        |              | 1903                 | 51410 DDB  |
| Bild gesucht BW |                   | Löhnberger Straße 29 LageFlur: 2, Flurstück: 3                                       |              | 1725 bis 1775        | 51411 DDB  |
| Bild gesucht BW |                   | Löhnberger Straße 30 LageFlur: 2, Flurstück: 114                                     |              | 1725 bis 1775        | 51412 DDB  |
| Bild gesucht BW |                   | Obershäuser Straße 7 LageFlur: 1, Flurstück: 46                                      |              | 1725 bis 1775        | 51413 DDB  |
| weitere Bilder  | Evang. Kirche     | Theodor-Fliedner-Straße 2a LageFlur: 2, Flurstück: 74                                |              | 1805                 | 51403 DDB  |
| Bild gesucht BW | Altes Pfarrhaus   | Theodor-Fliedner-Straße 3 LageFlur: 2, Flurstück: 91                                 |              |                      | 51404 DDB  |

### Obershausen
| Bild                              | Bezeichnung                       | Lage                                                                    | Beschreibung | Bauzeit                | Objekt-Nr. |
| --------------------------------- | --------------------------------- | ----------------------------------------------------------------------- | ------------ | ---------------------- | ---------- |
| Eiselsmühle · weitere Bilder      | Eiselsmühle                       | Eiselsmühle o. Nr. (an der L 3044) LageFlur: 6, Flurstück: 6/1          |              | 1700                   | 926573 DDB |
| Bild gesucht BW                   | Evang. Kirche                     | Friedhofsweg o. Nr., Kirchweg LageFlur: 1, Flurstück: 17                |              | 1225 bis 1275          | 51416 DDB  |
| Bild gesucht BW                   | Hof Johannisburg                  | Johannisburg 1 LageFlur: 13, Flurstück: 71/4                            |              | 1591                   | 51423 DDB  |
| Bild gesucht BW                   | Denkmal für 1914/18               | Kirchweg o. Nr., Friedhofsweg LageFlur: 1, Flurstück: 20                |              | Anfang 20. Jahrhundert | 51417 DDB  |
| Köttinger Mühle (Schlichts-Mühle) | Köttinger Mühle (Schlichts-Mühle) | Köttinger Mühle, Kallenbach LageFlur: 9, 12, Flurstück: 206, 162/1, 172 |              |                        | 51422 DDB  |
| Bild gesucht BW                   |                                   | Oberdorfstraße 8 LageFlur: 1, Flurstück: 98                             |              | Ende 18. Jahrhundert   | 51418 DDB  |
| Bild gesucht BW                   |                                   | Oberdorfstraße 14 LageFlur: 1, Flurstück: 81                            |              | Ende 18. Jahrhundert   | 51420 DDB  |
| Ehem. Prinz-Heinrich-Quelle       | Ehem. Prinz-Heinrich-Quelle       | Sauerbrunnen LageFlur: 9, Flurstück: 67                                 |              | 1902                   | 51421 DDB  |

### Selters
| Bild            | Bezeichnung     | Lage                                         | Beschreibung | Bauzeit                | Objekt-Nr. |
| --------------- | --------------- | -------------------------------------------- | ------------ | ---------------------- | ---------- |
| Ehem. Pfarrhaus | Ehem. Pfarrhaus | Am Lahnberg 8 LageFlur: 37, Flurstück: 13    |              | 1748                   | 51425 DDB  |
|                 |                 | Am Lahnberg 10 LageFlur: 37, Flurstück: 12   |              | 1725 bis 1775          | 51426 DDB  |
| Bild gesucht BW |                 | Bergstraße 4 LageFlur: 37, Flurstück: 48     |              | 1725 bis 1775          | 51427 DDB  |
| Bild gesucht BW |                 | Bergstraße 8 LageFlur: 37, Flurstück: 46/4   |              |                        | 51428 DDB  |
| Bild gesucht BW | Gesamtanlage    | Gesamtanlage Selters Lage                    |              |                        | 51424 DDB  |
| Bild gesucht BW |                 | Kirchstraße 1 LageFlur: 37, Flurstück: 50/3  |              | Anfang 18. Jahrhundert | 51429 DDB  |
|                 |                 | Kirchstraße 4 LageFlur: 37, Flurstück: 14    |              | Anfang 18. Jahrhundert | 51430 DDB  |
| Evang. Kirche   | Evang. Kirche   | Kirchstraße 5 LageFlur: 37, Flurstück: 54    |              | 1731                   | 51431 DDB  |
|                 |                 | Kirchstraße 8 LageFlur: 37, Flurstück: 57/10 |              |                        | 51432 DDB  |